# Pinot noir (cépage)
Pinot
Pour les articles homonymes, voir pinot noir.
Le pinot noir ou pinot est un cépage de vigne français.

## Historique
Le pinot est vraisemblablement originaire du Nord-Est de la France et connu de très longue date en Bourgogne, comme le montre, par exemple, la variabilité génétique de ce cépage. Il pourrait provenir de vignes sauvages sélectionnées et cultivées au moment de l'arrivée des Romains, il aurait été répandu ensuite dans toute l’Europe par ces derniers sous le nom Allobrogica, vin des Allobroges.
Les Romains trouvèrent des plantations lorsqu'ils occupèrent la Gaule ; les écrivains Columelle et Pline l'Ancien les citèrent avec éloge. Le premier cite par ailleurs le cépage vitis allobrogica, ainsi nommé car cultivé par les Allobroges dans une région allant du Dauphiné au lac Léman. Ce cépage a été vu par l'ampélographe Louis Levadoux comme un ancêtre de la mondeuse noire (proto-mondeuse) et de la syrah. Or, les travaux de l'équipe de Jean-Michel Boursiquot de l'INRA de Montpellier, ont démontré que le pinot noir est « l'arrière-grand-père » de la syrah et le « père » du chardonnay B et du gamay R. Ainsi, le pinot noir est à la base de 2 familles de cépages : les Sérines et les Noiriens. Dans la première famille nous trouvons les cépages tels syrah, roussanne, marsanne, mondeuse. Les membres de la deuxième famille sont, entre autres, le chardonnay, le gamay, le romorantin. Si ces études ne permettent pas d'affirmer l'existence du pinot dès l'époque romaine, elles permettent de prouver son antériorité sur nombre de cépages de cette région dont il est le géniteur.
Au Moyen Âge, son histoire se confond avec celle des monastères clunisiens qui contribuèrent à la plantation et à la sélection du vignoble bourguignon et champenois.
Sous le règne des quatre derniers ducs de Bourgogne (1364-1477) furent édictés des règles destinées à favoriser la qualité des vins. En l'an 1395, le duc Philippe II le Hardi interdit la culture du « vil et déloyal gamay » au profit du pinot noir dans ses terres.
Chaque village conserve jalousement sa variété de pinot, créant au fil des mutations une grande variété de familles. Au cours de sa diffusion, il a été croisé avec d'autres cépages donnant une multitude de cépages qui sont toujours cultivés actuellement. La diffusion de ce cépage dans les régions d'influence germanique (Allemagne, Suisse (1420), Autriche, Alsace, Roumanie, Belgique, etc.) date de cette époque.
L’introduction du plan de pinot noir (ou ses variétés Clevner, Blauburgunder, Samtrot, Spatburgunder) dans les nouveaux pays viticoles (Australie, États-Unis…) est lié à l'émigration germanique dans ces pays.
Le pinot tire son nom de la forme en pomme de pin des grappes de raisin.

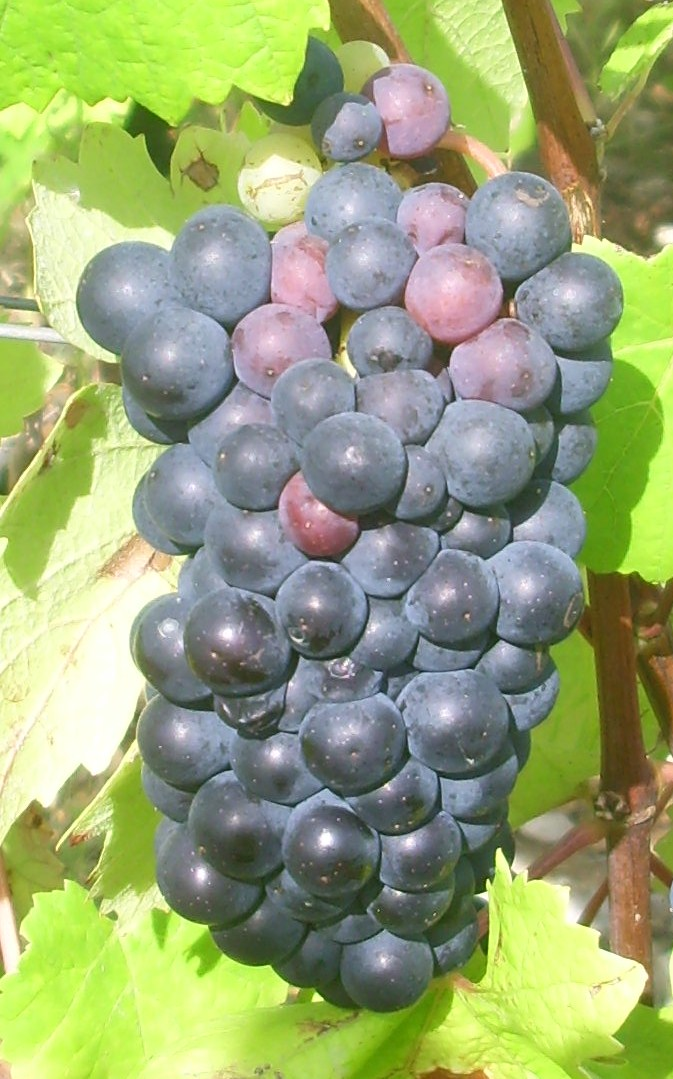
Grappe de pinot noir à Saint-Martin-sous-Montaigu (AOC mercurey).

## Répartition
- En France, il s'est imposé dans le Nord-Est, en Lorraine, Bourgogne, Alsace et Champagne et en complément dans le vignoble du Jura. Il a donné toutes ses lettres de noblesse aux grands crus de la Côte d'Or. On le trouve aussi dans la vallée de la Loire dans les appellations Touraine, Cheverny, Sancerre, Menetou-Salon ou encore Reuilly, ainsi que dans le Languedoc et plus précisément à Limoux (dans l'Aude).
- En Allemagne, il est en constante augmentation[1] avec plus de 11 000 hectares.
- En Suisse, le pinot noir est le principal cépage rouge. Il apparaît dans la région de Saint-Prex dès 1420. Dans le canton de Neuchâtel, on en fait également un célèbre rosé appelé Œil-de-perdrix.
- Aux États-Unis, le pinot noir est le principal cépage cultivé dans l'État de l'Oregon, État plus frais, tempéré et humide que la Californie située au sud. En Californie, où il est de plus en plus populaire grâce notamment au film Sideways sorti en 2004 et la volonté de nombreux producteurs et domaines voulant se démarquer ou innover par rapport aux autres, le pinot noir est cultivé notamment dans les secteurs de la Central Coast, la Sonoma et la Russian River Valley (formant le Wine Country). Il apparaît déjà dans d'autres États comme sur Long Island près de New York. Les vins à base de pinot noir aux États-Unis sont fruités et faciles à boire pour de jeunes consommateurs[8],[9][réf. non conforme],[10][réf. non conforme].
- Au Canada, le pinot noir se retrouve notamment en Ontario, avec des producteurs comme Inniskillin, Norman Hardie, Château des Charmes, Reif Estate Winery, Calona Vineyards[11][réf. non conforme].
- En Nouvelle-Zélande, le pinot noir est également cultivé avec beaucoup de succès, notamment dans les régions de Central Otago, de Marlborough, de Martinborough et de Waipara[12][réf. non conforme],[13][réf. non conforme],[14][réf. non conforme].
- En Australie, le pinot noir est entre autres cultivé avec succès dans les régions vinicoles des Central Tablelands, plus particulièrement dans les régions d'Orange et de Mudgee, dans la Yarra Valley, en Tasmanie et dans la presqu'île de Mornington.
- En Afrique du Sud, le pinot noir est cultivé de longue date, mais a été supplanté par le pinotage[15], obtenu en croisant les cépages pinot noir et cinsault.
- En Moldavie. le pinot noir est également cultivé de manière fréquente, notamment dans le sud du pays.
- En Argentine, la plupart des grands domaines de Mendoza et de Patagonie proposent une déclinaison de leur vin avec du pinot noir ; la bouteille prend alors une forme différente, qui la distingue de l'offre prédominante faite avec du malbec.

## Caractères ampélographiques

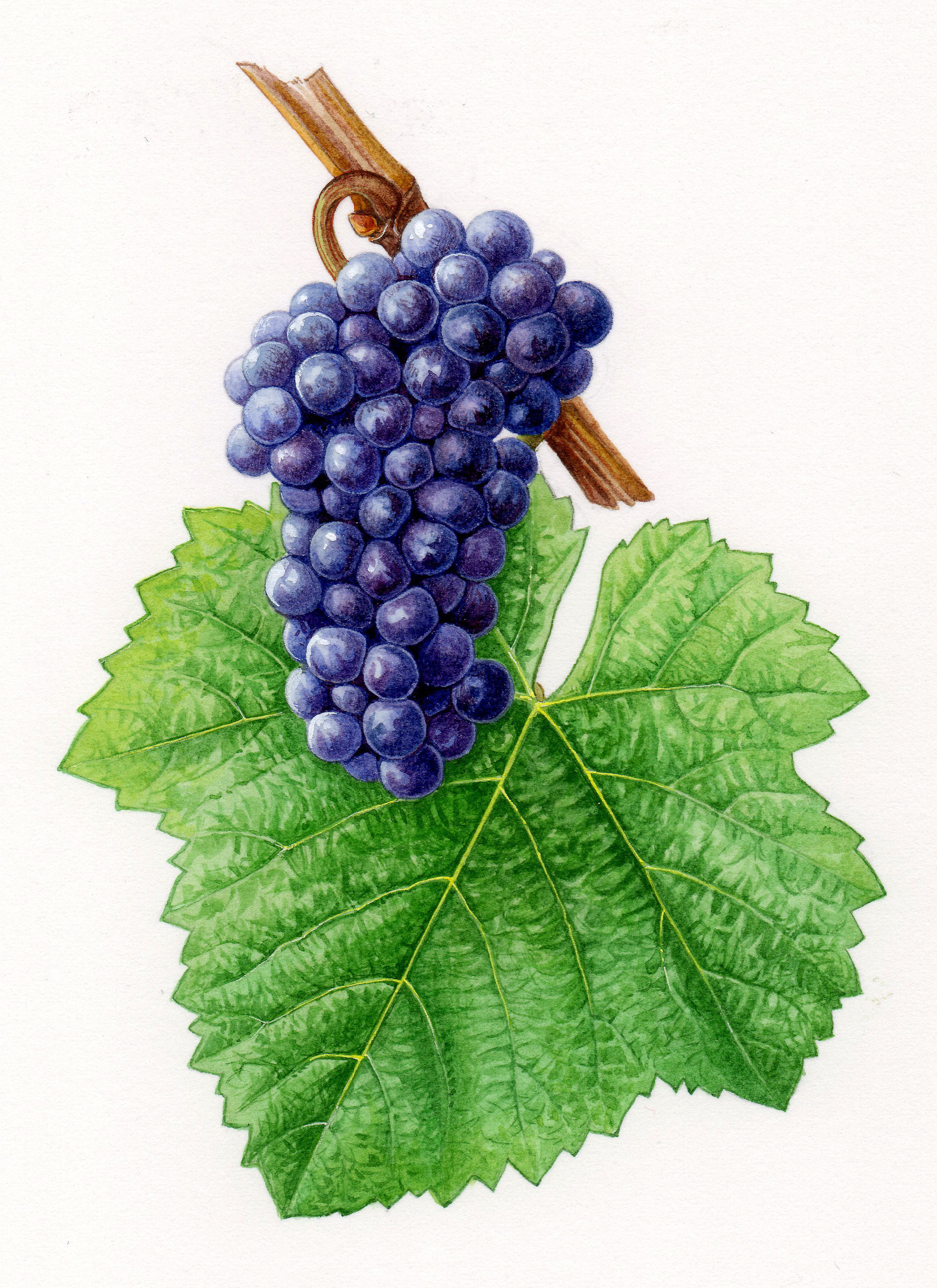
Grappe et feuille de pinot noir.

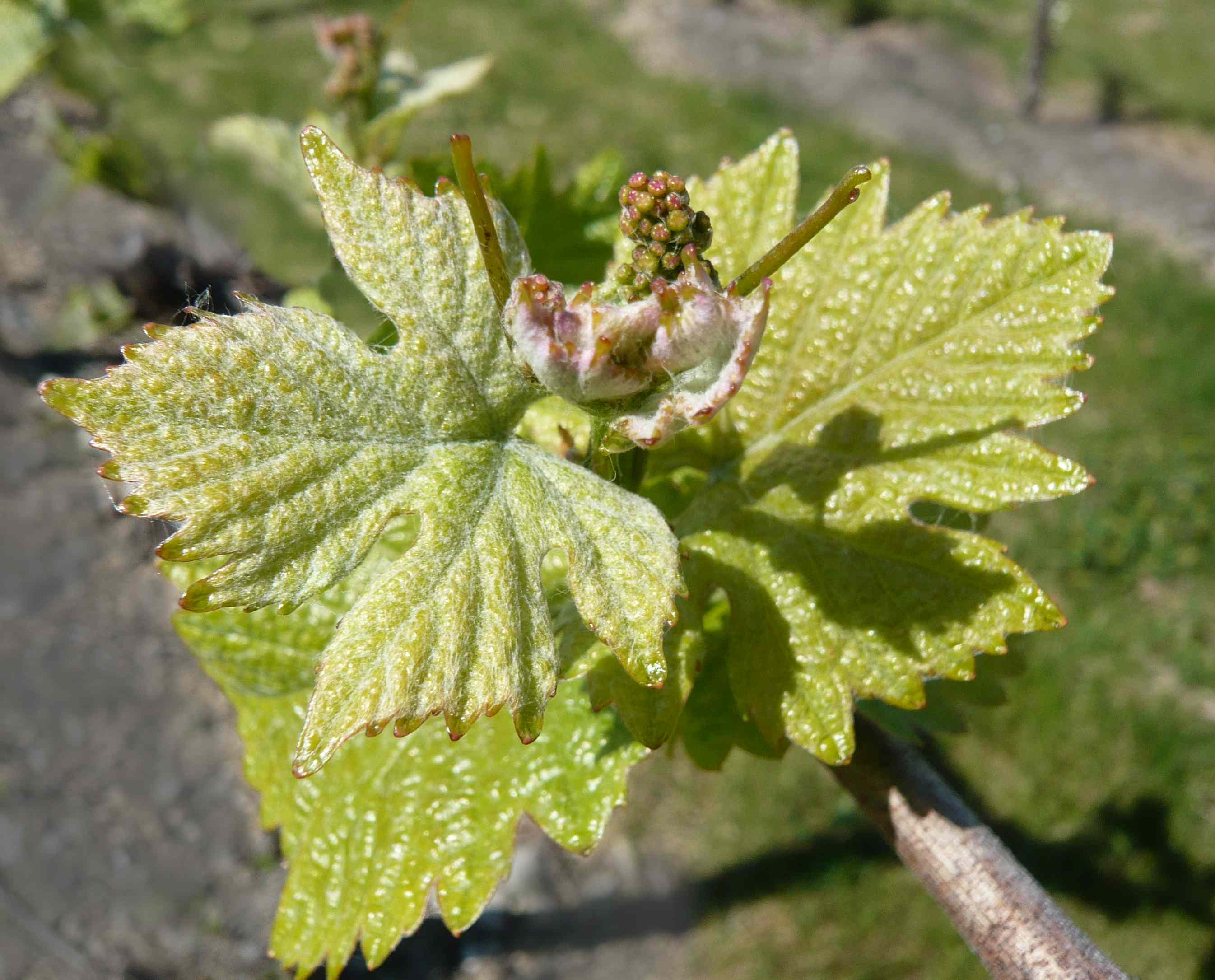
Jeunes feuilles duveteuses.

Les jeunes feuilles sont de couleur verte ou jaune. Les feuilles adultes sont de couleur vert foncé à très foncé, entières, à 3 ou 5 lobes avec un sinus pétiolaire peu ouvert ou fermé, des lobes s'opposant vers la face inférieure en « crête de coq », des dents courtes, un limbe tourmenté fortement bullé et, en face inférieure, une faible densité de poils couchés.
L'extrémité du jeune rameau présente une densité moyenne à forte de poils couchés. Les rameaux ont des entre-nœuds à raies rouges.
Les baies sont arrondies ou légèrement elliptiques. La grappe est petite et compacte.

## Composés phénoliques
| Phénols tot. (mg/L) | Flavonoïdes tot. (mg/L) | Anthocyanes tot. (mg/L) | Resvératrol (μg/kg) |
| ------------------- | ----------------------- | ----------------------- | ------------------- |
| 39,68               | 30,18                   | 4,98                    | 42,1                |

## Aptitudes
- Culturales : cépage qui nécessite un terroir qui affaiblit sa vigueur. Il nécessite un ébourgeonnage soigné pour limiter la production de grapillons.
- Sensibilité : c'est un cépage sensible aux maladies, particulièrement au mildiou, à la pourriture grise et aux cicadelles.
- Technologiques : les grappes et baies sont de petite taille. Cépage exigeant sur les conditions pédologiques et climatiques, il affectionne le climat continental et les sols argilo-calcaires. Il produit des vins rouges de grande qualité alliant finesse, puissance, intensité et complexité aromatique. Il stocke bien le sucre, mais son acidité est parfois un peu juste à pleine maturité. Sa couleur est peu intense mais se maintient bien au vieillissement. Il peut être utilisé pour l'élaboration de vin de base pour vin effervescent (champagne, crémant de Bourgogne).

## Cycle végétatif

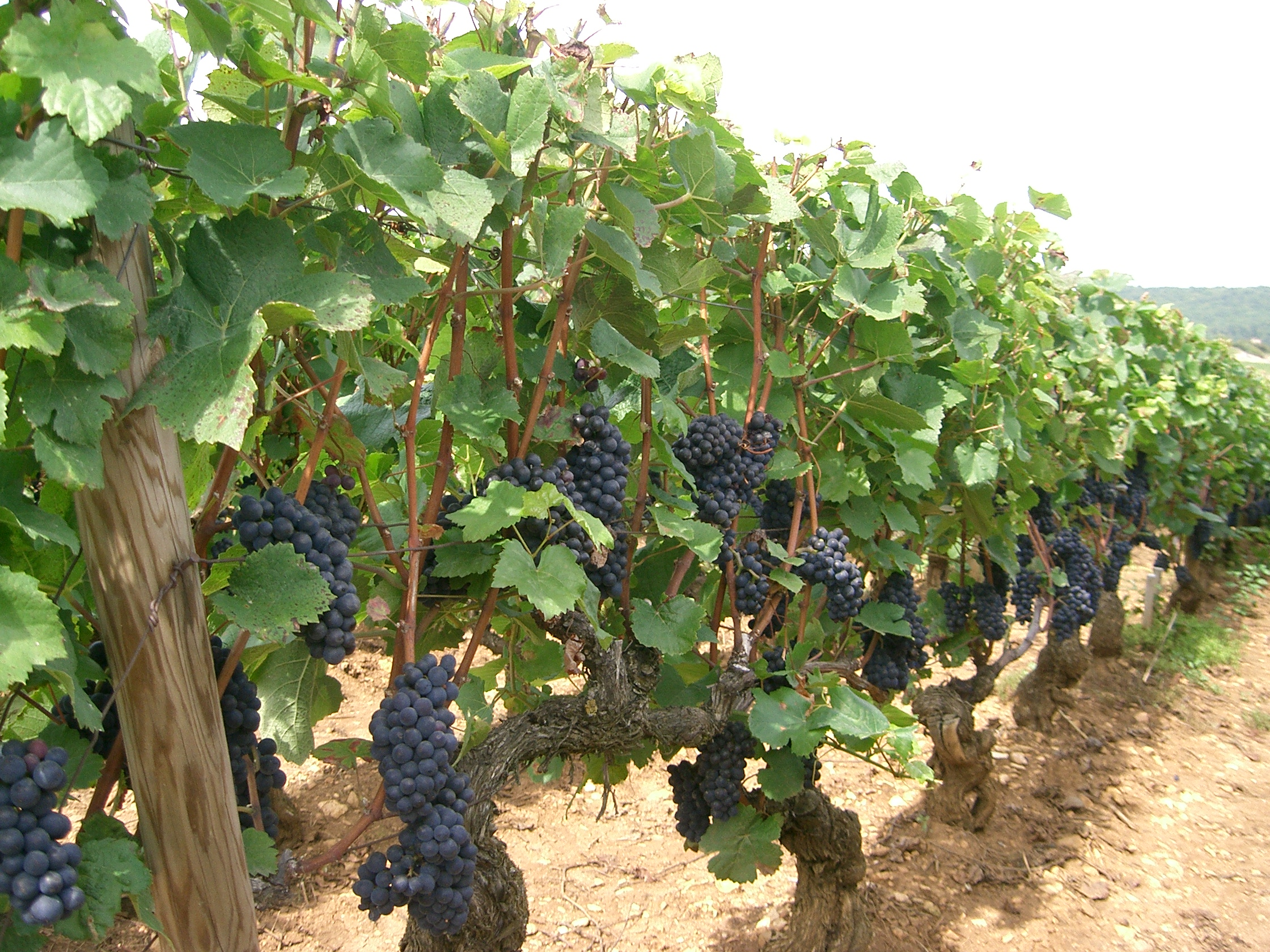
Cépage Pinot noir en Bourgogne.

La durée du cycle végétatif est fonction de la température extérieure, mais on observe généralement une période de 223 jours entre le débourrement printanier et la chute des feuilles en automne. De manière générale, au cours d’une saison sans extrême, il est possible de dire que son cycle débute lorsque la température moyenne de l’atmosphère franchit les 10 °C. Le pinot noir possède un débourrement précoce (traditionnellement entre fin avril et première semaine de mai) ce qui le rend, aux latitudes de la Champagne, très sensible aux gelées de printemps. Ces gelées ont pour conséquences la destruction du bourgeon principal, le bourgeon secondaire prenant alors le relais avec une grappe de moitié plus petite. Le pinot noir est un cépage à maturité précoce, c’est-à-dire que ces grains de raisin atteignent leur maturité (composition optimale en sucre, acidité, anthocyanes ou aux composés phénoliques) à peu près 45 jours après la véraison (phénomène au cours duquel les grains de raisin se colorent)[réf. non conforme].

## Génétique
Ce cépage présente une variabilité forte, liée à sa longue histoire. Cinquante clones sont agréés, dont quinze réellement multipliés.
| Clones | Provenances              | Agréments | TAVP  | Remarques                                                                  |
| ------ | ------------------------ | --------- | ----- | -------------------------------------------------------------------------- |
| 111    | Colmar                   | 1973      |       | Plus ou très peu diffusés                                                  |
| 112    |                          |           |       | Plus ou très peu diffusés                                                  |
| 113    | Colmar                   | 1971      |       | Rendement moyen, irrégulier. Vins équilibrés avec des tannins peu marqués. |
| 114    | Colmar                   | 1975      | élevé | Vins tanniques, production irrégulière. Pour assemblages.                  |
| 115    | Colmar                   | 1975      | élevé | Production régulière, clone de qualité.                                    |
| 162    | Colmar                   | 1972      |       | Plus ou très peu diffusés                                                  |
| 163    | Cosne-Cours-sur-Loire    | 1972      |       | Plus ou très peu diffusés                                                  |
| 164    | Cosne-Cours-sur-Loire    | 1972      |       | Plus ou très peu diffusés                                                  |
| 165    | Cosne-Cours-sur-Loire    | 1972      |       |                                                                            |
| 236    | Villeneuve-lès-Maguelone | 1973      |       | Rendement élevé, adaptés pour l’élaboration de vins effervescents.         |
| 292    | Dijon                    | 1973      |       | Rendement élevé, adaptés pour l’élaboration de vins effervescents.         |
| 372    | Dijon                    | 1973      |       | Plus ou très peu diffusés                                                  |
| 373    | Dijon                    | 1975      |       | Plus ou très peu diffusés                                                  |
| 374    | Dijon                    | 1975      |       | Plus ou très peu diffusés                                                  |
| 375    | Mâcon                    | 1975      |       | Rendement élevé, adaptés pour l’élaboration de vins effervescents.         |
| 386    | Épernay                  | 1975      | moyen | Pour crémants, rendement élevé, baies charnues                             |
| 388    | Épernay                  | 1975      |       | Rendement élevé, adaptés pour l’élaboration de vins effervescents.         |
| 389    | Épernay                  | 1975      |       | Rendement élevé, adaptés pour l’élaboration de vins effervescents.         |
| 459    | Dijon                    | 1976      |       | Rendement élevé                                                            |
| 460    | Dijon                    | 1976      |       | Plus ou très peu diffusés                                                  |
| 461    | Dijon                    | 1976      |       | Plus ou très peu diffusés                                                  |
| 462    | Dijon                    | 1976      |       | Plus ou très peu diffusés                                                  |
| 521    | Épernay                  | 1976      | moyen | Pour crémants                                                              |
| 528    | Cosne-Cours-sur-Loire    | 1976      |       | Plus ou très peu diffusés                                                  |
| 583    | Dijon                    | 1978      |       | Rendement élevé                                                            |
| 617    | Cosne-Cours-sur-Loire    | 1979      |       | Plus ou très peu diffusés                                                  |
| 665    | Épernay                  | 1980      |       | Rendement élevé, adaptés pour l’élaboration de vins effervescents.         |
| 666    | Épernay                  | 1980      |       | Rendement élevé, adaptés pour l’élaboration de vins effervescents.         |
| 667    | Dijon                    | 1980      | élevé |                                                                            |
| 668    | Épernay                  | 1980      |       | Rendement élevé, adaptés pour l’élaboration de vins effervescents.         |
| 743    | Épernay                  | 1981      |       | Rendement élevé, adaptés pour l’élaboration de vins effervescents.         |
| 777    | Dijon                    | 1981      | élevé | Clone de très bonne qualité, faible rendement                              |
| 778    | Dijon                    | 1981      |       | Plus ou très peu diffusés                                                  |
| 779    | Épernay                  | 1981      |       | Rendement élevé, adaptés pour l’élaboration de vins effervescents.         |
| 780    | Épernay                  | 1981      |       | Rendement élevé, adaptés pour l’élaboration de vins effervescents.         |
| 792    | Épernay                  | 1984      |       | Rendement élevé, adaptés pour l’élaboration de vins effervescents.         |
| 828    | Mâcon                    | 1985      | élevé | Faible rendement                                                           |
| 829    | Mâcon                    | 1985      |       | Rendement élevé, adaptés pour l’élaboration de vins effervescents.         |
| 870    | Épernay                  | 1986      |       | Rendement élevé, adaptés pour l’élaboration de vins effervescents.         |
| 871    | Épernay                  | 1986      |       | Rendement élevé, adaptés pour l’élaboration de vins effervescents.         |
| 872    | Épernay                  | 1986      |       | Rendement élevé, adaptés pour l’élaboration de vins effervescents.         |
| 927    | Épernay                  | 1988      |       | Rendement élevé, adaptés pour l’élaboration de vins effervescents.         |
| 943    | Dijon                    | 1989      | élevé | Rendement inférieur, précoce. Pour assemblages.                            |